# Barrio General José de San Martín

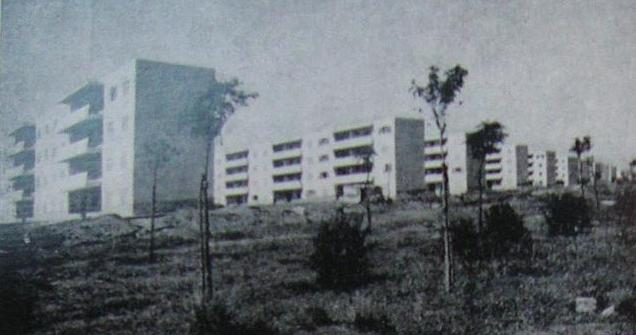
Vista del barrio en sus primeros años.

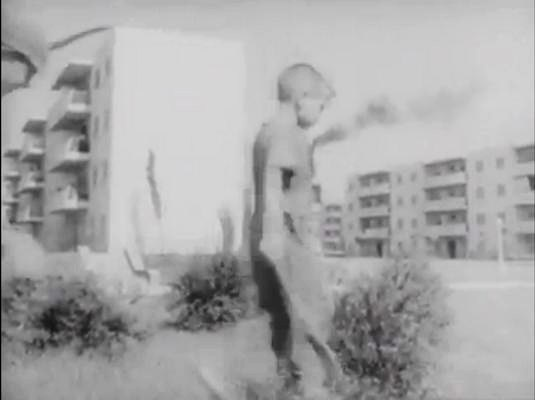
Niños juegan en el barrio. (ca. 1951)

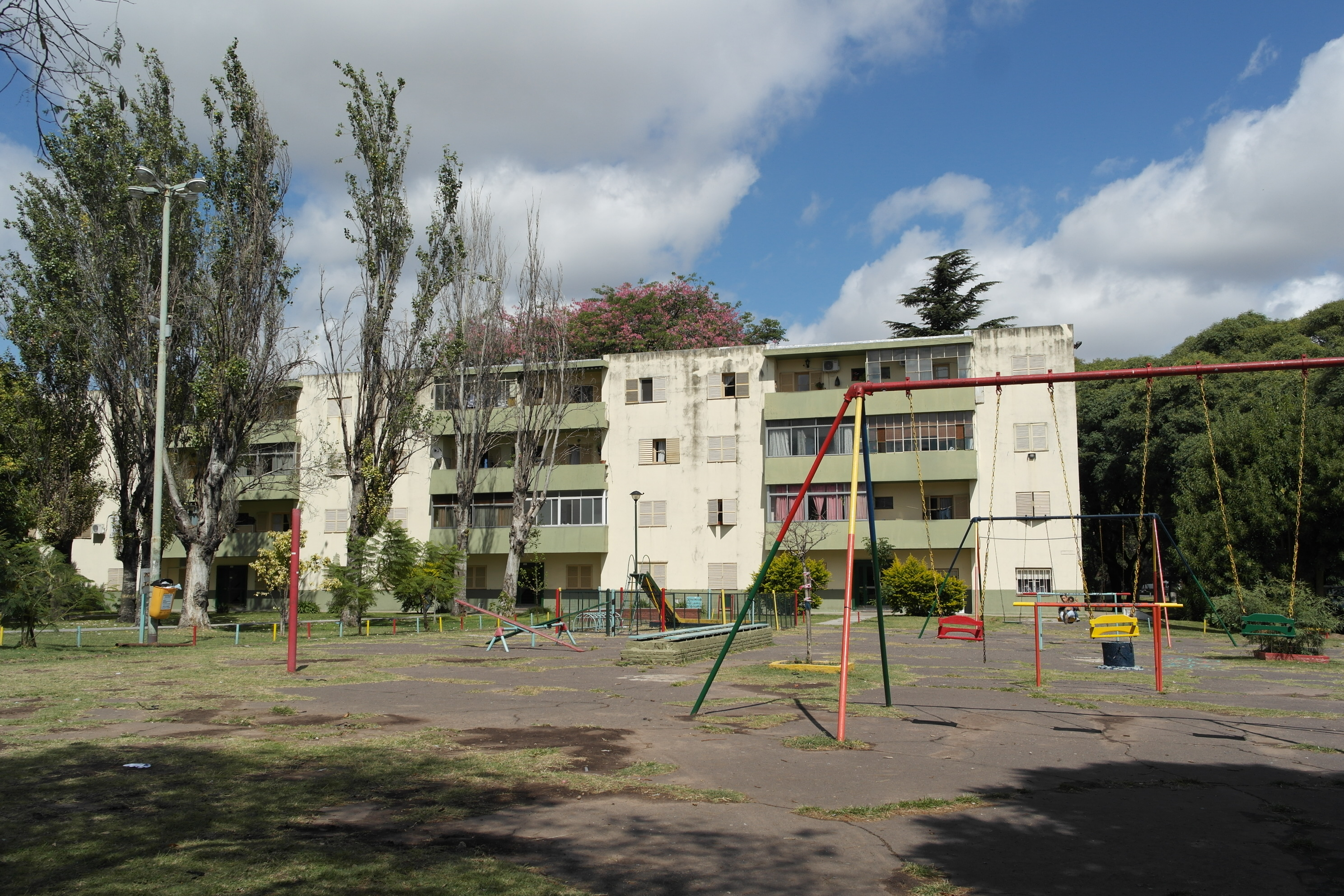
Vista del barrio en 2013

El Barrio General José de San Martín es un barrio no oficial de la ciudad de Buenos Aires, Argentina. Fue creado con el nombre de Barrio 17 de Octubre, aunque también es conocido como Barrio Grafa. Se encuentra en el barrio de Villa Pueyrredón, en un gran terreno limitado por la Avenida de los Constituyentes, las calles Álvarez Prado, Bolivia y Ezeiza y la Avenida General Paz.
El Barrio 17 de Octubre fue inaugurado en 1950, durante la presidencia de Juan Domingo Perón. Fue proyectado por el arquitecto Carlos Coire, y formó parte de un plan de viviendas en la Capital Federal comenzado en 1948, junto con los barrio Juan Perón (hoy Barrio Parque Saavedra), 1º de noviembre de 1948 (hoy Barrio Presidente Roque Sáenz Peña), Los Perales (hoy Barrio Manuel Dorrego) y Presidente Mitre. Tomó su nombre original en honor al 17 de octubre de 1945, fecha considerada como nacimiento del peronismo.
El conjunto también fue conocido desde sus comienzos como "Barrio Grafa", debido a que se hallaba junto a la fábrica textil GRAFA S.A. (Grandes Fábricas Argentinas), luego demolida y reemplazada por un hipermercado Wal-Mart. En cuanto a su denominación oficial, fue cambiada por decreto a General José de San Martín luego de 1955, cuando se instauró la dictadura militar autodenominada Revolución Libertadora derrocó a Perón, quien debió exiliarse por 18 años.
El barrio está compuesto por 34 edificios con estructura de hormigón armado y cerramientos de mampostería pintada de blanco al estilo racionalista, que fueron conocidos desde esa época como monoblocks o pabellones, un tipo de construcción que sería muy utilizada para la vivienda social desde su introducción en la Argentina, durante el primer gobierno peronista. Cada monoblock posee planta baja y tres pisos, y en total comprenden 959 departamentos: 783 de dos dormitorios y 176 de tres dormitorios. El conjunto posee además un pequeño centro comercial para el abastecimiento de sus vecinos, una iglesia (construida posteriormente) y una plaza central.